# Erich Reusch

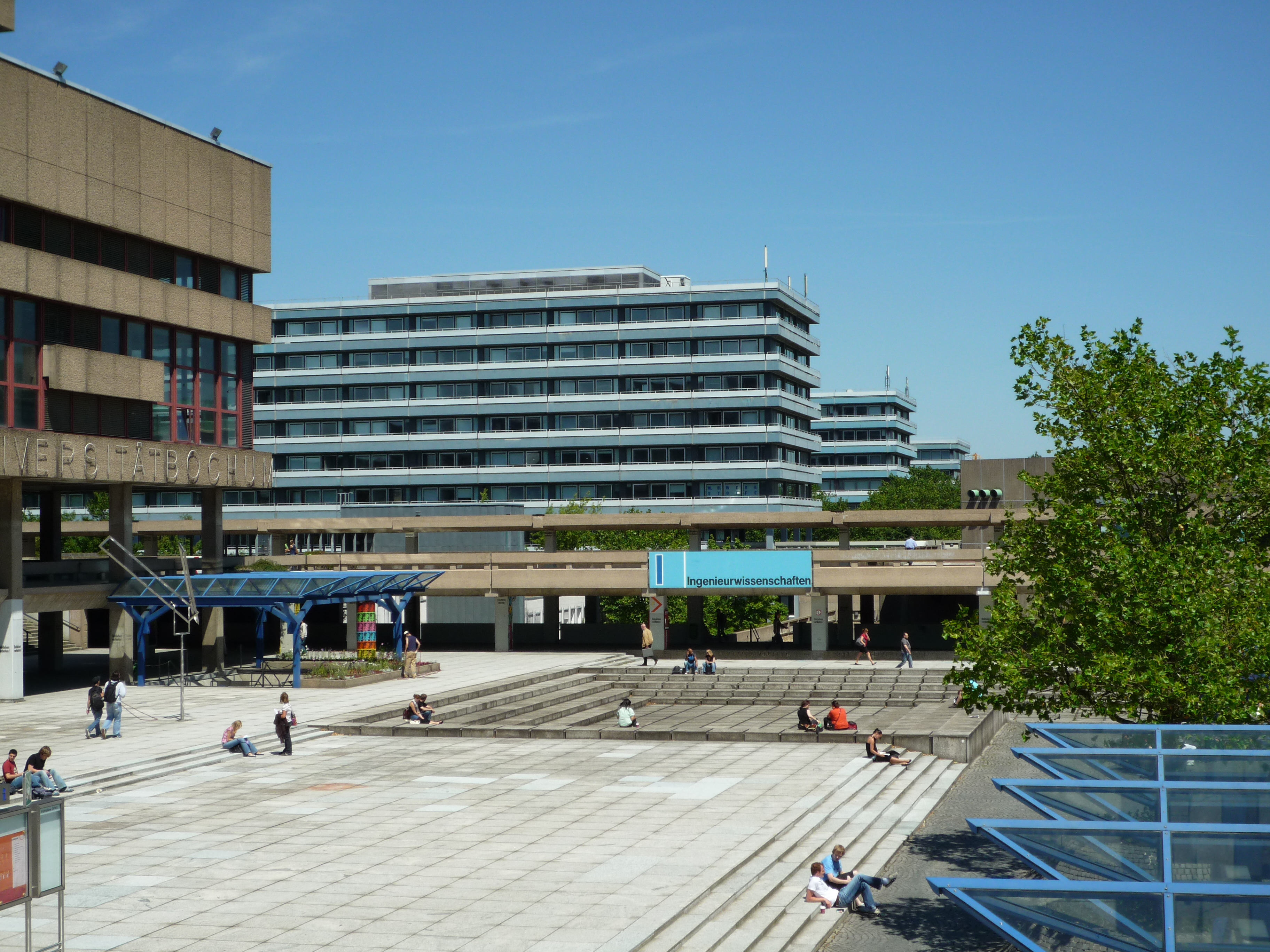
Wasserrelief (1973–1975). Forumsplatz der Ruhr-Universität Bochum

Erich Reusch (* 26. Juni 1925 in Wittenberg; † 29. Dezember 2019) war ein deutscher Bildhauer und freier Architekt.

## Leben
Erich Reusch studierte von 1947 bis 1953 an der Hochschule für Bildende Künste Berlin bei Georg Leowald, Richard Scheibe und Hans Uhlmann. Ab 1953 war er in einem Düsseldorfer Architekturbüro tätig, danach von 1956 bis 1964 als freischaffender Architekt in Düsseldorf. Ab 1964 wandte sich Reusch zunehmend der Bildhauerei zu. Mit einer großen Bodenplastik war Reusch 1977 an der documenta 6 in Kassel beteiligt. 
1975 wurde er zum Professor an der Kunstakademie Düsseldorf ernannt und auf den Lehrstuhl „Integration Bildende Kunst und Architektur“ berufen. 1990 wurde er emeritiert. 
Erich Reusch war Mitglied im Deutschen Künstlerbund. Er lebte und arbeitete in Neuenrade. 2010 ernannte ihn die Kunstakademie Düsseldorf zum Ehrenmitglied.

## Werk
Erich Reusch unternahm eine Vielzahl von Vorstößen zur plastischen Aktivierung des Raums.
Bereits 1954 verräumlichte er das Bild, indem er das frontale Blickfeld mit dünnen Stahlstäben, die in den Raum aus dem „Bild“ hinausragten, durchstieß.
Seine kinetischen und akustischen Skulpturen der fünfziger und sechziger Jahre waren in ihrer Multimedialität wegweisend.
Revolutionär waren Reuschs Bodenplastiken, in denen er sich – Jahre vor Carl Andre – von der Skulptur auf dem Sockel und der damit verbundenen Vertikalorientierung löste.
Anstelle dessen wird bei Reuschs minimalistischen Bodenplastiken mit einer Anzahl mehr oder weniger flacher Elemente, die asymmetrisch über ein Areal verstreut sind, die Horizontale zur bestimmenden Größe. Die am Boden verhafteten Elemente fordern, aus ihrer Ruhe heraus, den Betrachter zum Umschreiten auf und verstärken, aus ihrer Horizontalität heraus, seine Selbstwahrnehmung.
Reuschs Entwurf für ein Mahnmal im Konzentrationslager Auschwitz von 1957 blieb allerdings noch Modell; seine skulpturale Substanz bestand aus der optisch aktivierten Leere, aus dem Unanschaubaren: Den Ort der ehemaligen Selektionsrampe am Ende einer langen Gleisanlage gedachte Reusch mit einer 50 × 40 m großen Granitplatte, auf der vier ca. 1,30 m hohe zylindrische Scheiben intuitiv verteilt sind, zu markieren. Unter den Scheiben plante er, Glockenkammern mit gepresstem Nachhall zu installieren, deren Töne nur aus nächster Nähe zu lokalisieren gewesen wären.
Bekannt wurde Reusch in den 1960er und 1970er Jahren durch seine „‚elektrostatischen Objekte‘: Glaskästen, in deren Inneren sich - je nach Außenklima und Außenreibung - Ruß niederschlägt in Schichtungen, Verwischungen, Grautönen, die viel von der Atmosphäre der Kohleklau-Zeit und des Kohlenpotts einfangen“. (Georg Jappe)
Reusch schuf 1973 Wasserrelief, einen tief gelegten Brunnen für den Campus der Ruhr-Universität Bochum. Wenn das Wasser zwischen den Bodenplatten fließt, lädt der Platz zum Meditieren und Verweilen ein. Mit Formen wie Kubus und Scheibe schuf er 1977 bei der documenta 6 begehbare, offene und dynamische Werkensembles, die dem Konzept der dezentralen Skulptur entsprachen. Sein Lebensthema, der Raum als existentielle Größe, verwirklichte er auch 1980 mit dem antimonumentalen Denkmal für den Widerstand des 20. Juli im Berliner Bendlerblock.
Als „Pionier im dezentralen Raum“ hat der Kunsthistoriker Manfred Schneckenburger Reusch bezeichnet. Reusch wollte den offenen Raum, der heute oft zum Zwischen- und Restraum zwischen Nutzbauten degradiert ist, in einen eigens wahrnehmbaren Ort verwandeln. An die Stelle der autonomen Plastik treten über das Areal verteilte Elemente – häufig Röhren, Trapeze oder Stelen –, die in ihrer reduzierten Form die Blicke nicht auf sich lenken, sondern auf den Raum zwischen ihnen, der auf diese Weise in ein «erfülltes Spannungsfeld zwischen materiellen Objekten» transformiert wird. Übermannshohe Kreuzstelen, Röhren und andere Objekte verwandeln bei seiner Arbeit auf dem Campus der Universität Mainz beispielsweise eine Grünfläche in einen modulierten Raum, der geradezu als Bühne erlebt wird. Oder es werden im Abschreiten Raumbezüge und Raumstruktur erfahrbar – wie etwa bei seiner Arbeit am Münchner Olympiagelände. «Wichtig war für mich in erster Linie der Gravitationsbezug der Formen untereinander, nicht die Pressung durch das Gewicht auf den Boden.» (Erich Reusch)

## Ehrungen und Auszeichnungen
- 2001: Ida-Gerhardi-Preis
- 2006: Konrad-von-Soest-Preis des Landschaftsverbandes Westfalen-Lippe[13]

## Einzelausstellungen (Auswahl)
- 1966: Von der Heydt-Museum, Wuppertal
- 1972: Museum am Ostwall, Dortmund
- 1973: Kunsthalle zu Kiel
- 1976: Kunsthalle Düsseldorf
- 1986: Städtische Galerie Lüdenscheid
- 1987: Skulpturenmuseum Glaskasten, Marl
- 1998: Arbeiten 1954 – 1998, Kunstmuseum Bonn (Retrospektive)
- 1999: Synagoge Stommeln
- 2000: Malerei, Zeichnung, Städtische Galerie Lüdenscheid
- 2005: Malerei, Zeichnungen, Kunstverein Lippstadt
- 2006: Raum – Skulptur – Fotografie, Wilhelm Lehmbruck Museum und Museum DKM, Duisburg; Westfälisches Landesmuseum, Münster
- 2010: Andere Horizonte I, Museum Haus Ludwig, Saarlouis, 31. Oktober 2010 bis 9. Januar 2011[14]
- 2012: Reusch: Der Raum ist das Ereignis. Werke 1935–2012, Situation Kunst (für Max Imdahl), Kunstsammlungen der Ruhr-Universität Bochum, 7. Juli bis 30. September 2012
- 2018/2019 Erich Reusch – OIE. Auf den Spuren eines Pioniers. Museum Schloss Moyland, 7. Oktober 2018 bis 12. Mai 2019[15]
- 2020: Erich Reusch - grenzenlos / infinite. Werke / Works 1951-2019, Situation Kunst (für Max Imdahl), Kunstsammlungen der Ruhr-Universität Bochum

## Arbeiten in öffentlichen Sammlungen (Auswahl)
- Neue Nationalgalerie, Berlin
- Kunstsammlungen der Ruhr-Universität Bochum
- Kunstmuseum Bonn
- Museum am Ostwall, Dortmund
- Stiftung Wilhelm Lehmbruck Museum, Duisburg
- Museum DKM, Duisburg
- Museum Folkwang, Essen
- Musée de Grenoble
- Kunsthalle zu Kiel
- Schloss Morsbroich, Leverkusen
- Städtische Galerie Lüdenscheid
- Skulpturenmuseum Glaskasten, Marl
- Städtisches Museum Abteiberg, Mönchengladbach
- Stiftung für Konkrete Kunst, Reutlingen
- Staatsgalerie Stuttgart
- Museum Schloss Moyland

## Arbeiten im öffentlichen Raum (Auswahl)
- 1971: Vier Plastiken aus Edelstahl. Mensa der Landesfinanzschule, Schloss Nordkirchen/Münsterland
- 1969–1973: Ohne Titel, Plastik. Finanzamt Bochum Mitte[16]
- 1973–1975: Wasserrelief (Forumsbrunnen). Campus der Ruhr-Universität Bochum[10]
- 1977: Ohne Titel. Sechsteilig, Skulpturenhof, Wilhelm Lehmbruck Museum, Duisburg
- 1978: Plastik Frankfurt, Schlosspark Haus Weitmar, Bochum[17]
- 1978/1979: Neugestaltung des Ehrenmals 20. Juli 1944, Ehrenhof der Gedenkstätte Deutscher Widerstand, Bendlerblock, Berlin
- 1979–1982: Mehrteilige Installation. Bundeswehrverwaltungszentrum München[18]
- 1983: Platzgestaltung. Rathaus Bochum[19]
- 1985: COR-TEN-Stahl-Quader vor dem Haus Burgplatz 29 in Düsseldorf,
- 1988/1989: Integration. Kunstlandschaft Campus, Johannes Gutenberg-Universität Mainz[20]
- 1992: Grüne Säule. Niedersächsische Staats- und Universitätsbibliothek Göttingen[21][22]
- 2007: Deutsche Rentenversicherung Westfalen, Münster; Villa am Wall, Neuenrade[23]
- 2015: Gestaltung der Oberfläche des Museum unter Tage von Situation Kunst (für Max Imdahl), Bochum

## Abbildungen

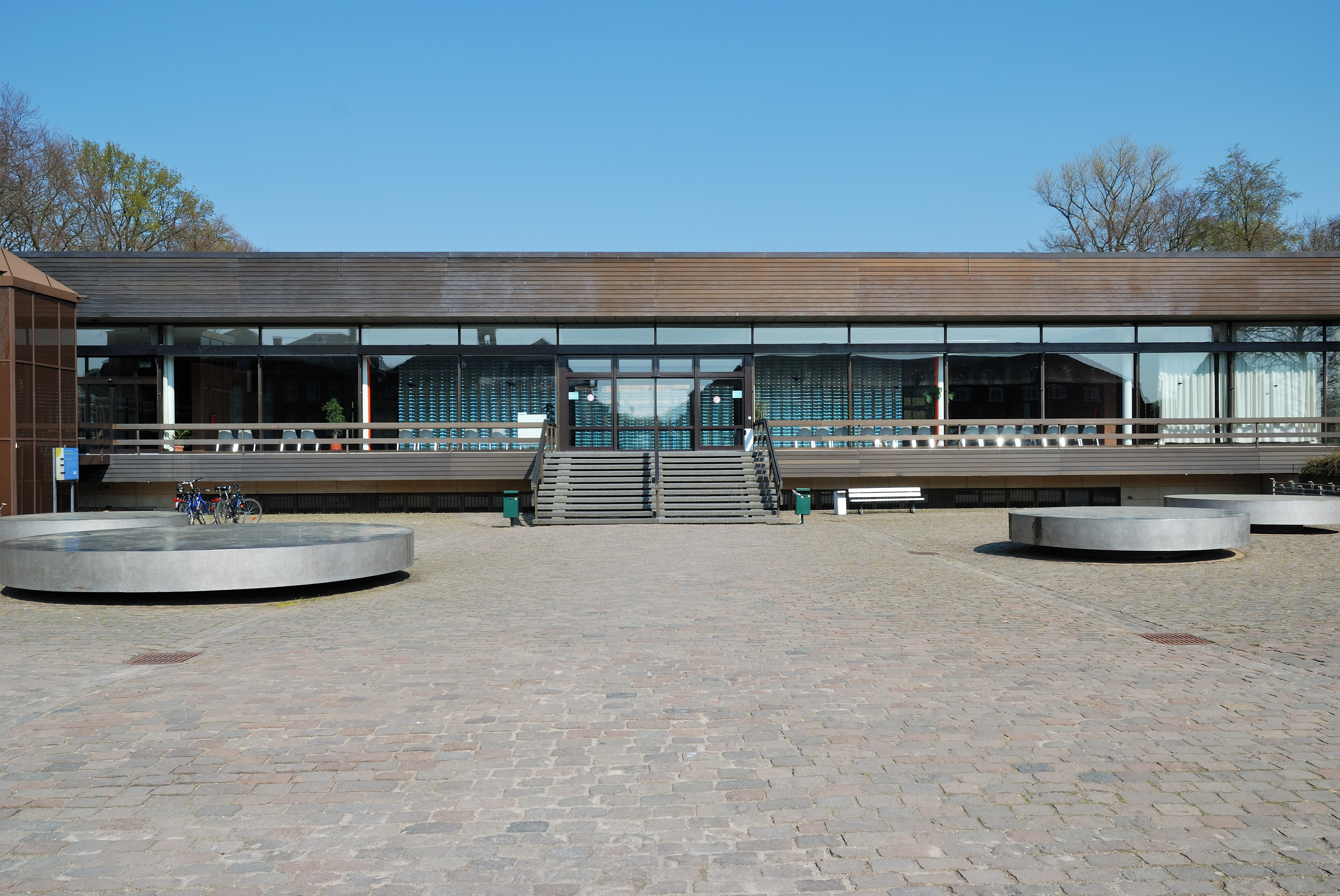
Vier Plastiken aus Edelstahl (1971). Schloss Nordkirchen
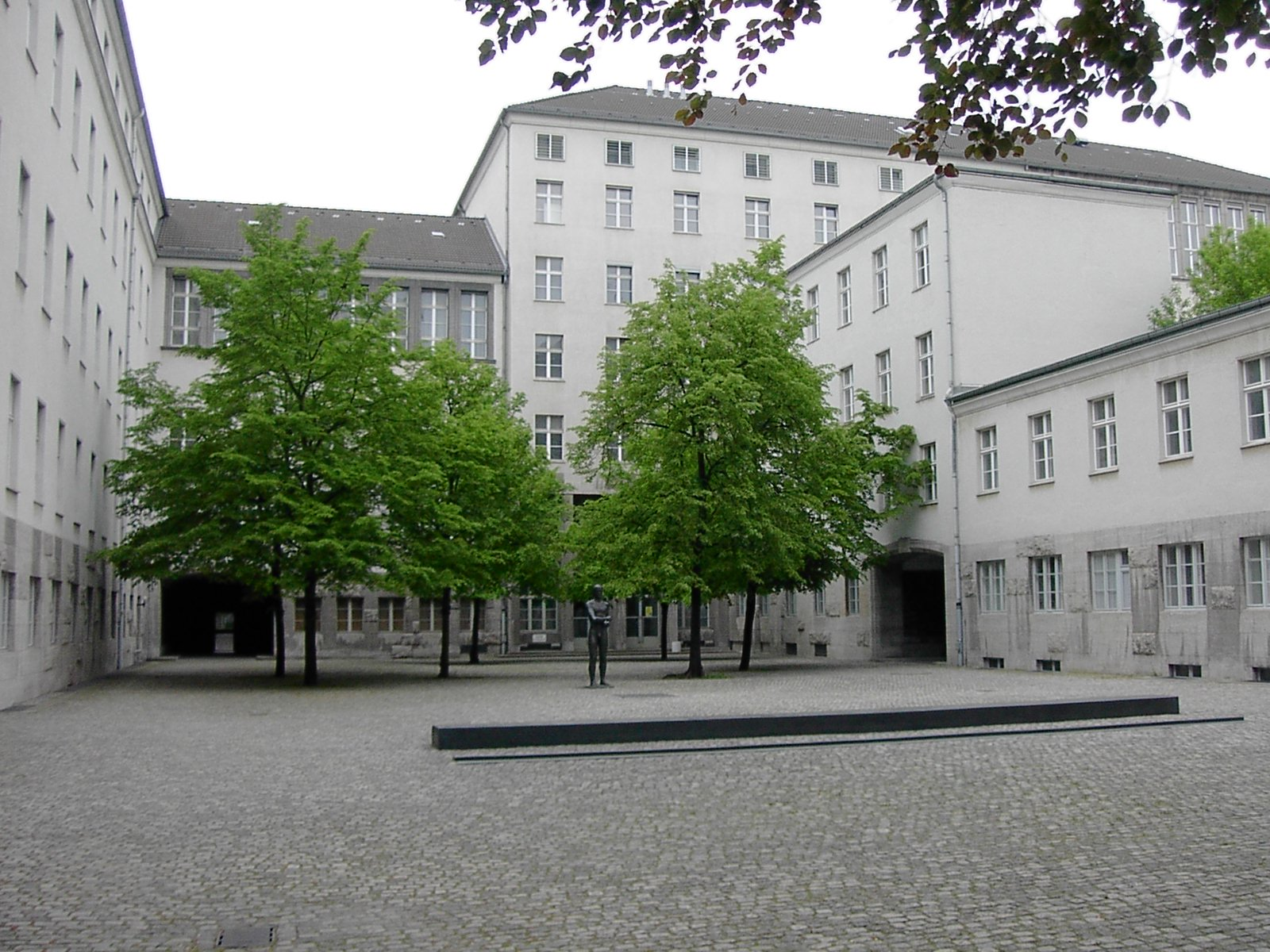
Neugestaltung des Ehrenmals 20. Juli 1944. Ehrenhof der Gedenkstätte Deutscher Widerstand, Bendlerblock, Berlin, Bronze, 1978/79 (Die Bronzefigur stammt von Richard Scheibe.)
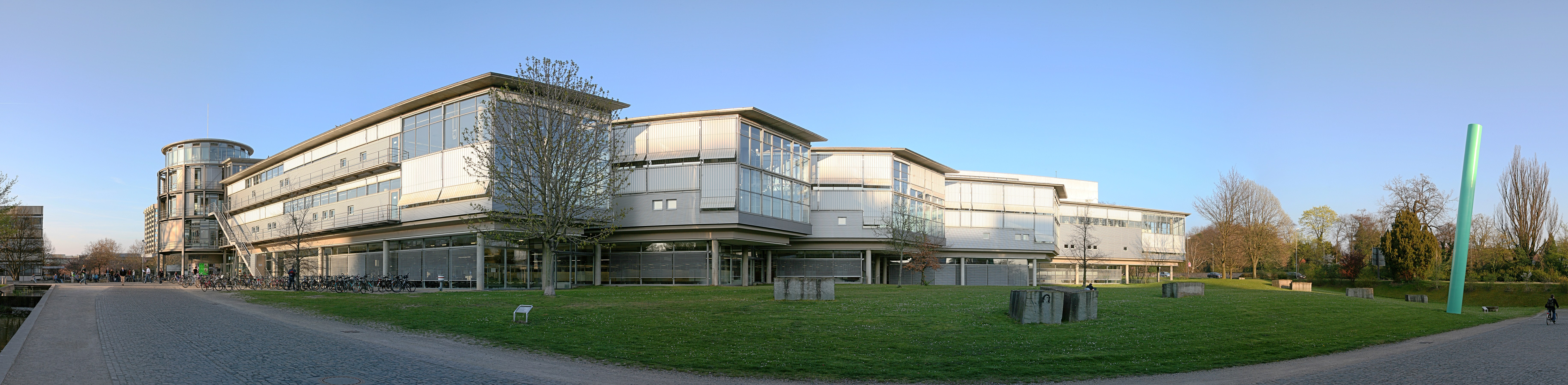
Grüne Säule (1992). Niedersächsische Staats- und Universitätsbibliothek Göttingen
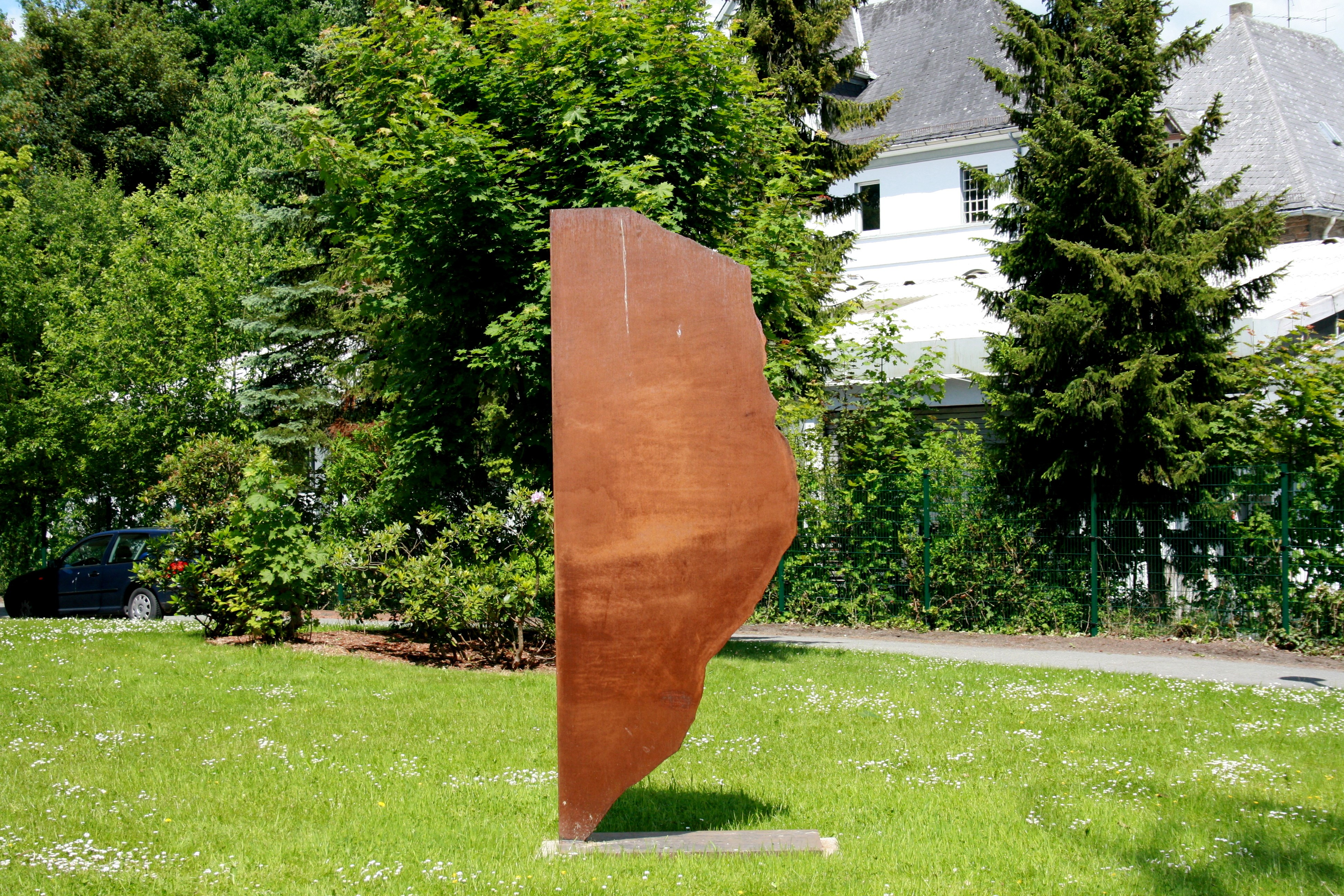
(Titel nicht bekannt) 2007. Villa am Wall, Neuenrade